# Корис-клоун
Корис-клоун (лат. Coris aygula) — вид морских лучепёрых рыб из семейства губановых (Labridae). Распространены в Индийском и западной части Тихого океана.

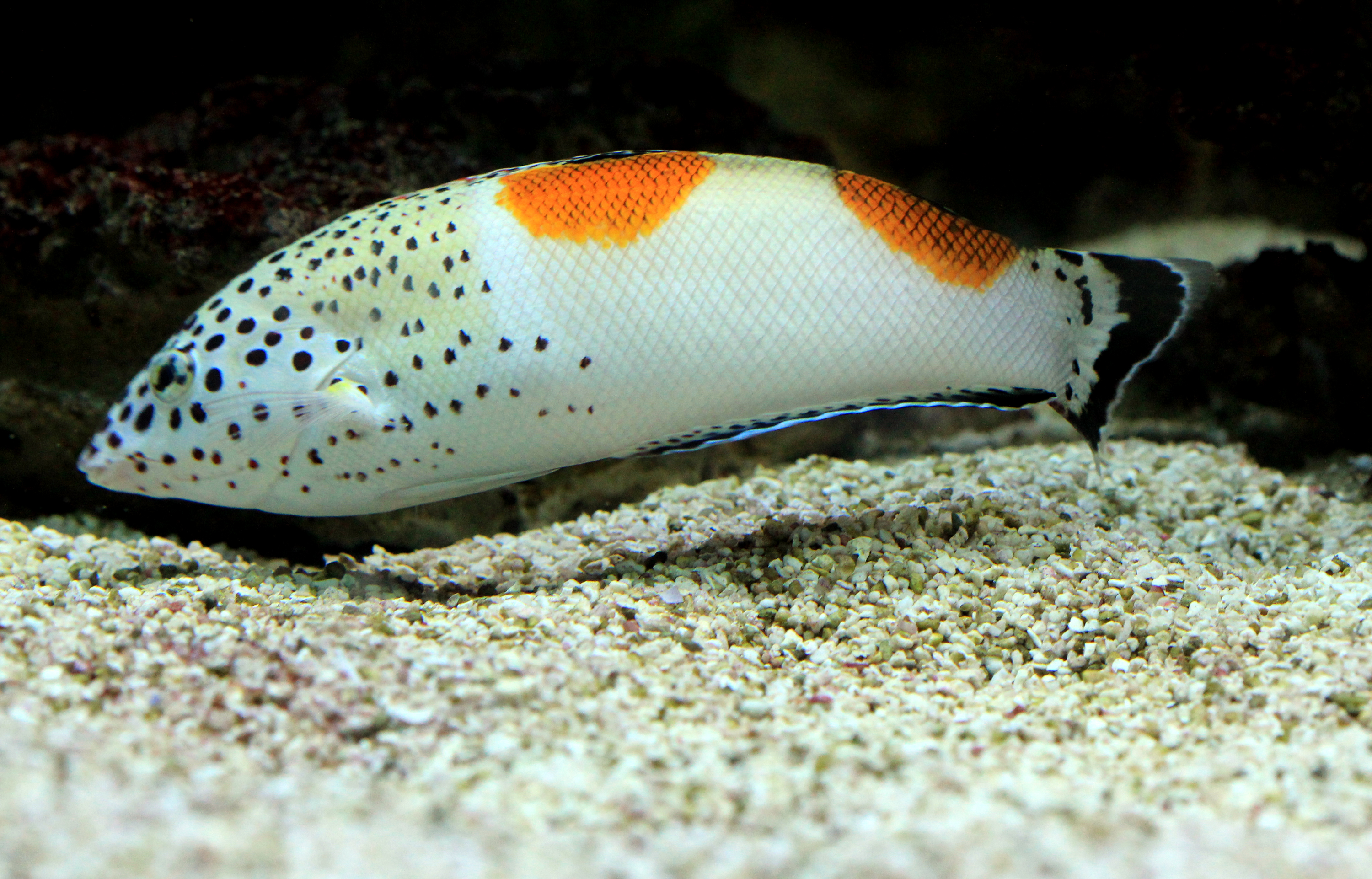
Молодая особь кориса-клоуна

## Внешний вид и строение
Максимальная длина тела 120 см. Заметная разница во внешнем виде отмечается между молодью и взрослыми. Молодые особи бело-оранжевые с ложными глазами на спинном плавнике, а взрослые равномерно тёмно-зеленые или с более светлой полосой поперёк туловища и у них сильно выпуклый лоб.

## Места обитания
Корис-клоун является обитателем коралловых рифов, где они предпочитают участки песка или щебня на глубинах от 2 до 30 м. Взрослые, как правило, одиночки.

## Распространение
Этот вид встречается от Красного моря и Африканского побережья на востоке до островов Лайн и острова Дюси, и от южной Японии до острова Лорд-Хау.